# Mama's Big Ones: Her Greatest Hits
Mama's Big Ones: Her Greatest Hits è un album raccolta di Mama Cass, pubblicato dalla Dunhill Records nel marzo del 1971. 

## Tracce
Lato A
1. It's Getting Better – 2:59 (Barry Mann, Cynthia Weil)
2. Dream a Little Dream of Me – 3:24 (Wilbur Schwandt, Fabian André, Gus Kahn)
3. Make Your Own Kind of Music – 2:25 (Barry Mann, Cynthia Weil)
4. Words of Love – 2:13 (John Phillips)
5. New World Coming – 2:11 (Barry Mann, Cynthia Weil)
6. Move in a Little Closer, Baby – 2:38 (Robert O'Conner, Arnold Capitanelli)

Lato B
1. One Way Ticket – 2:49 (Billy Bowen, Carlene Carter, Aretha Franklin, Bruce Hart, Stephen Lawrence)
2. The Good Times Are Coming – 2:53 (Jeff Barry, Hal David)
3. Easy Come, Easy Go – 2:46 (Diane Hildebrand, Jack Keller)
4. Don't Let the Good Life Pass You By – 2:48 (Sharon Rucker)
5. Ain't Nobody Else Like You – 2:26 (Sharon Rucker)
6. A Song That Never Comes – 2:33 (Terry Cashman, Gene Pistilli, Tommy West)

## Musicisti
- Mama Cass (Cass Elliot) - voce